# Punta Alta
Punta Alta est le chef-lieu du partido de Coronel Rosales, dans la province de Buenos Aires, en Argentine, avec une population de 60.000 habitants (gentilice: puntaltense).

## Géographie
Elle est dans la région pampeanne, sur l'Océan Atlantique, environ 700 km au sud de la ville de Buenos Aires.

## Histoire
La ville fut fondée en 1898, comme résidence des ouvriers (italiens et espagnols surtout ) qui ont bâti l'ancien Puerto Militar (aujourd'hui, Base navale Puerto Belgrano )

Vue aérienne de Punta Alta: On peut voir la Place Général Belgrano, l'église María Auxiladora et l'hôtel de ville.

Charles Darwin fit étape à Punta Alta lors de son voyage à bord du Beagle en septembre 1832. Il s'y livra à de fructueuses fouilles archéologiques.

## Ports
Ville portuaire, et a deux ports: la Base navale Puerto Belgrano, la plus grande de la Marine argentine; et Puerto Rosales, port commercial bâti par des enterprises françaises entre 1912 et 1918.

Puerto Rosales, le port commercial de Punta Alta

## Galeries d'images

Archivo Histórico Municipal de Punta Alta (Archives historiques de la ville). Là, on garde des documents historiques et on fait des récherches.
Musée Historique
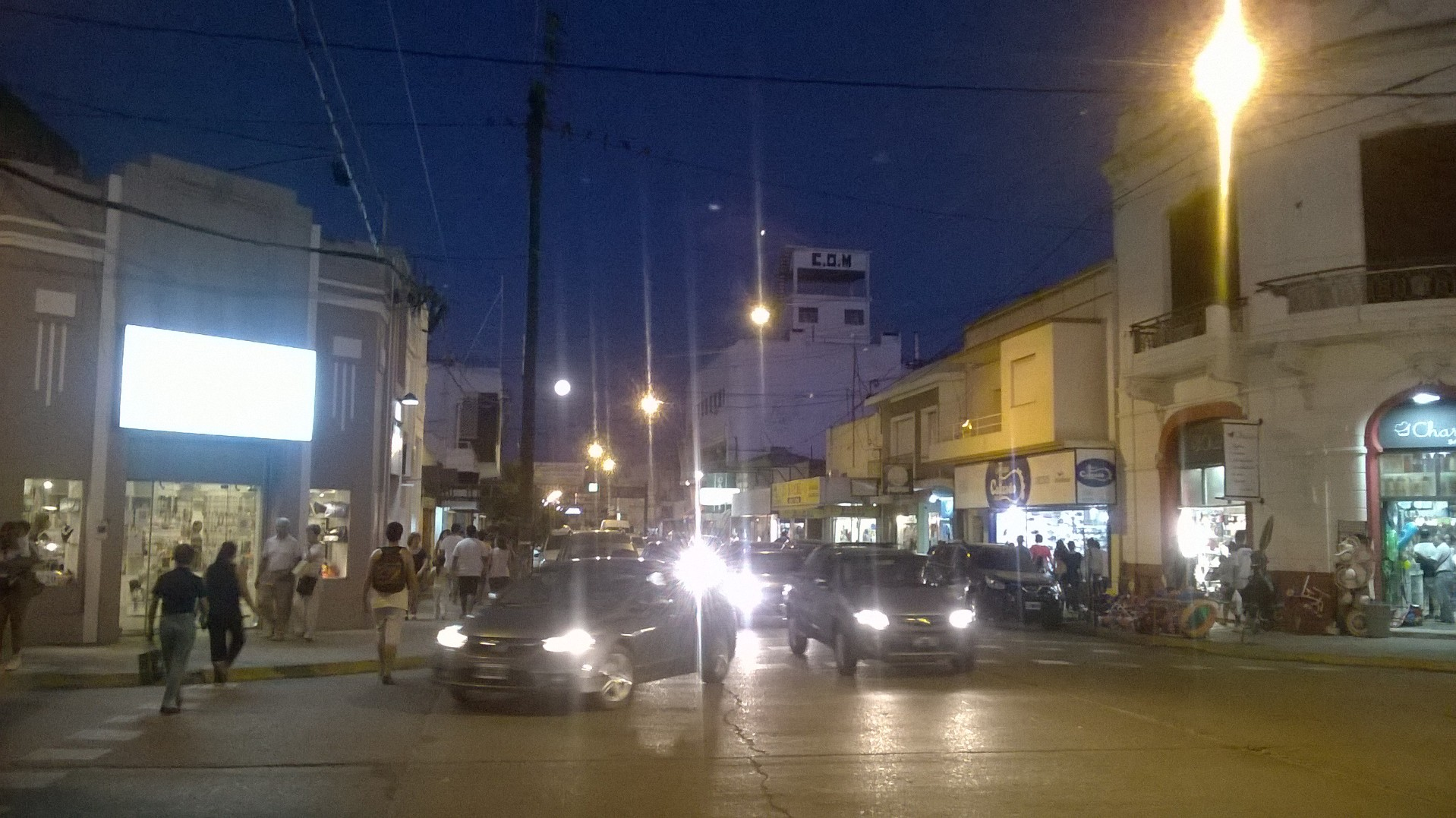
Rue Bernardo de Irigoyen
Magasins, centre ville
Banco de la Nación Argentina
Place Belgrano: Arco del Centenario (Arc du centanaire) et église María Auxiliadora
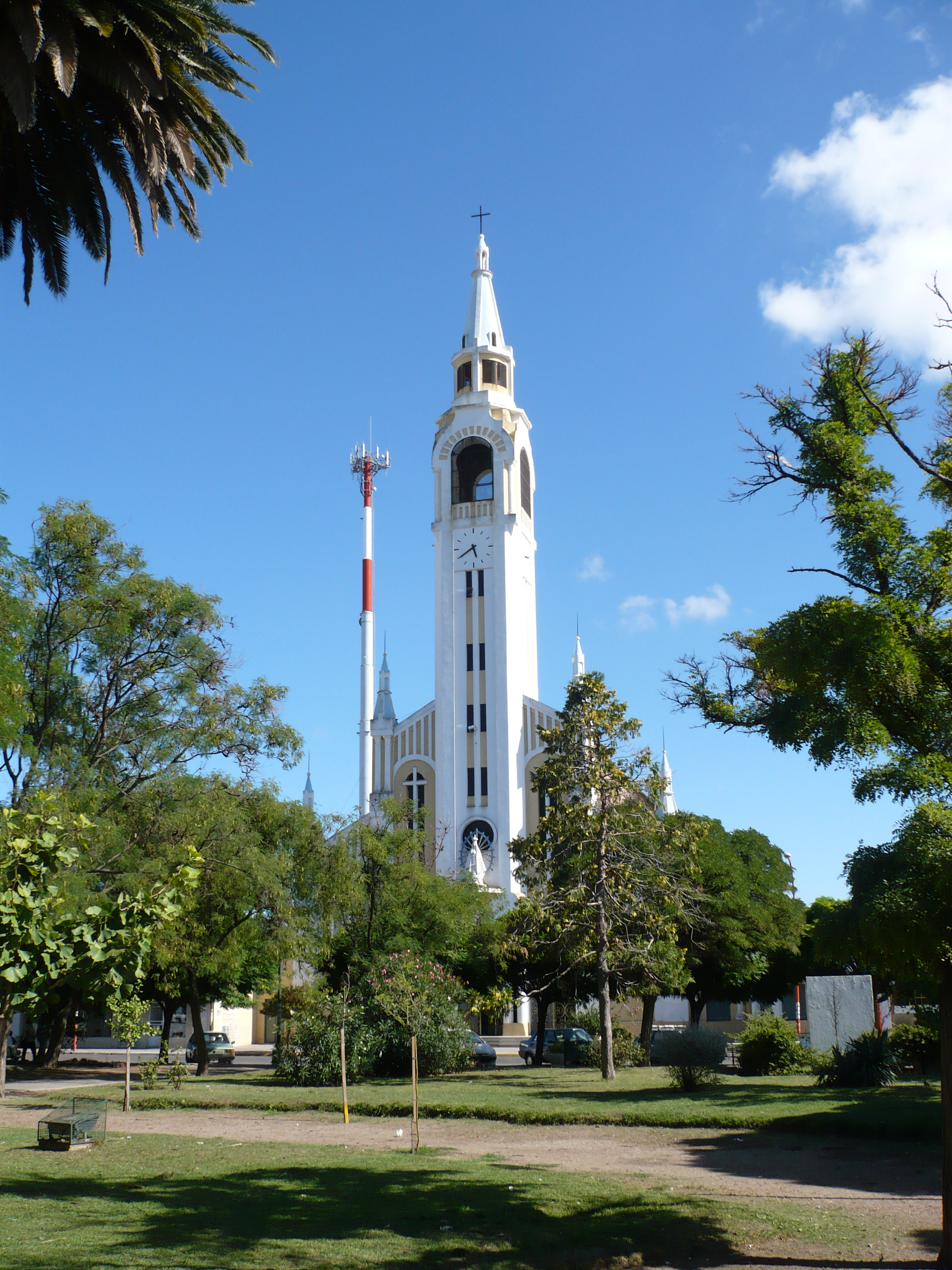
Place Belgrano
Asociación española (Societé espagnole)
Sociedad Italiana (Societé italienne)